# خط عرض 71° جنوب
خط عرض 71° جنوب هي إحدى دوائر العرض الجغرافية، وهي دوائر وهمية تحيط بالكرة الأرضية، وموازية لخط الاستواء، وتتميز هذه الدائرة بأن الأراضي الواقعة عليها تنتمي للمنطقة القطبية.

## حول العالم
خط عرض 71° جنوب يبدأ من خط الزوال الأولي ويتجه شرقا ويمر عبر:
| الإحداثيات                           | البلد أو الإقليم أو البحر | ملاحظات |
| ------------------------------------ | ------------------------- | --- |
| 71°0′S 0°0′E / 71.000°S 0.000°E      | القارة القطبية الجنوبية   | أرض الملكة مود, المطالب الإقليمية بالقارة القطبية الجنوبية by النرويج · الإقليم الأسترالي في القارة القطبية الجنوبية, المطالب الإقليمية بالقارة القطبية الجنوبية by أستراليا · أرض أديلي, المطالب الإقليمية بالقارة القطبية الجنوبية by فرنسا · الإقليم الأسترالي في القارة القطبية الجنوبية, المطالب الإقليمية بالقارة القطبية الجنوبية by أستراليا · منطقة روس, المطالب الإقليمية بالقارة القطبية الجنوبية by نيوزيلندا |
| 71°0′S 167°47′E / 71.000°S 167.783°E | المحيط الجنوبي            | |
| 71°0′S 73°18′W / 71.000°S 73.300°W   | القارة القطبية الجنوبية   | جزيرة ألكسندر و شبه الجزيرة القطبية الجنوبية - المطالب الإقليمية بالقارة القطبية الجنوبية by الأرجنتين, تشيلي و المملكة المتحدة (overlapping claims) |
| 71°0′S 60°24′W / 71.000°S 60.400°W   | المحيط الجنوبي            | بحر ودل |
| 71°0′S 10°59′W / 71.000°S 10.983°W   | القارة القطبية الجنوبية   | أرض الملكة مود, المطالب الإقليمية بالقارة القطبية الجنوبية by النرويج |